# Nanorobot

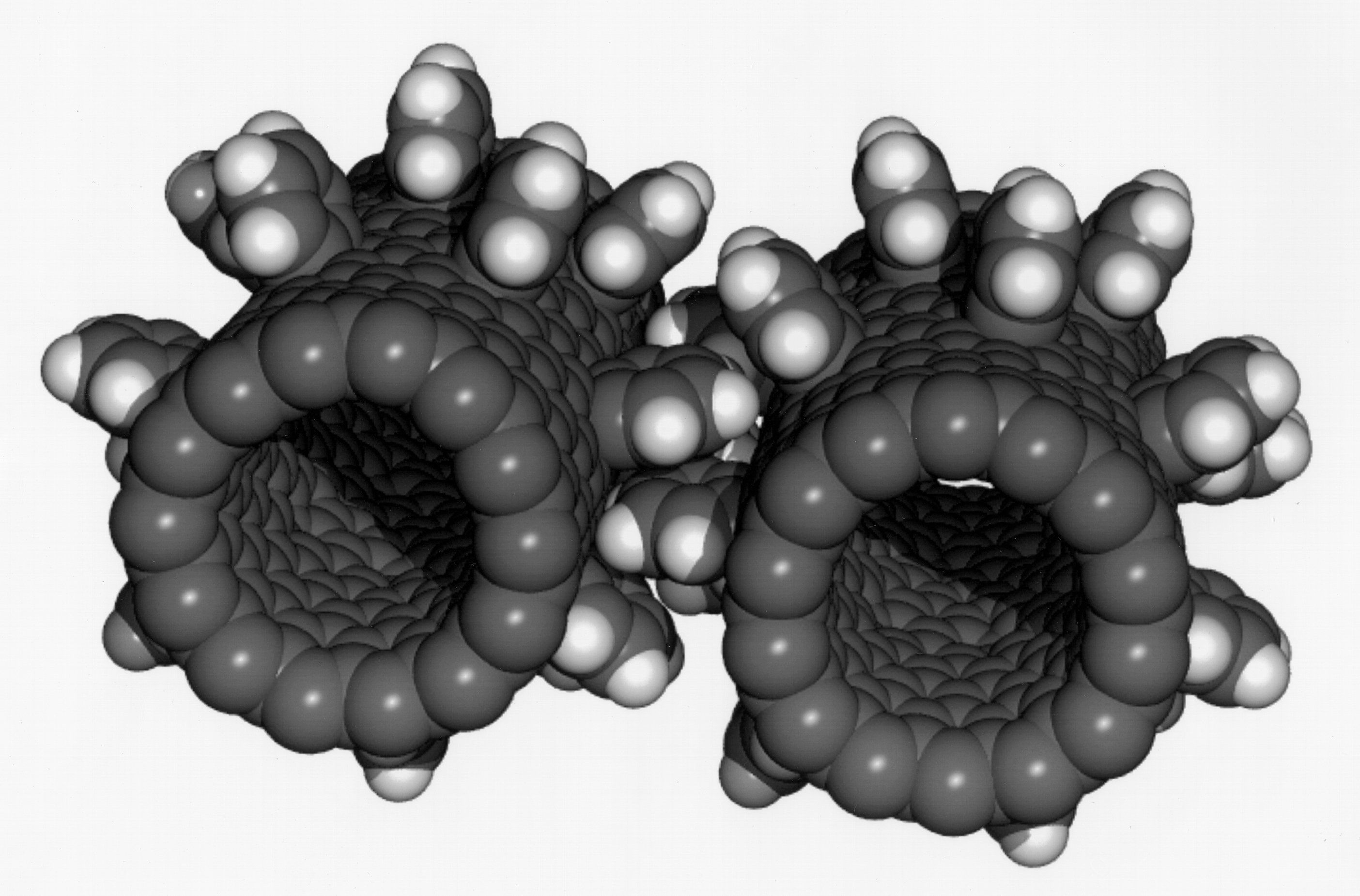
Rendering di un ingranaggio molecolare su scala nanometrica.

Per nanorobot si intende un qualsiasi sistema capace di compiere modifiche all'ambiente circostante, in maniera controllata e prevedibile, avente dimensioni assimilabili a quelle molecolari o addirittura atomiche.
La nanorobotica è una disciplina tecnologica che studia come realizzare macchine o robot a una scala prossima a quella nanometrica (1/1.000.000.000 metri) con tecnologie che appartengono all'area della nanotecnologia e più in particolare della nanomeccatronica.
I nanorobot sono dei dispositivi la cui grandezza varia, tipicamente, da 0,1 a 10 micrometri, essendo costituiti da componenti molecolari il cui ordine di grandezza ricade nelle nanoscale.

## Esempio di nanorobot biologici
La rivista britannica New Scientist, nel numero del 28 febbraio 2004, ha annunciato che il ricercatore americano Carlos Montemagno, insieme ai suoi collaboratori dell'Università della California a Los Angeles, ha messo a punto un nanorobot a carburante glucosico la cui propulsione è stata realizzata partendo da un frammento del muscolo cardiaco di ratto
Il dispositivo, costituito da un filo di silicio arcuato, al di sotto del quale sono impiantate le fibre miocardiche, non è più spesso di un capello umano. La «macchina» è stata in grado di serpeggiare a una velocità dell'ordine dei 40 micrometri al secondo, grazie all'energia fornita al miocardio dal glucosio. Il movimento avviene grazie alla tensione e al rilascio della parte arcuata, dovuta alla contrazione e al rilassamento delle fibre muscolari collegate.

## Applicazioni

### Nanomedicina
Uno dei prevedibili campi di applicazione è quello medico. Per esempio, il sistema spinto da fibre muscolari potrebbe aiutare i pazienti i cui nervi frenici sono danneggiati, con conseguente dolore nel respirare, nell'utilizzare le proprie fibre cardiache, forzando il loro diaframma a contrarsi. Inseriti nel corpo umano, questi bio-robot potrebbero flettere un materiale piezoelettrico piuttosto che un filo di silicio: l'emissione di scariche elettriche conseguenti alla flessione, dovute a differenze di potenziale dell'ordine di qualche millivolt, potrebbe funzionare da stimolo per i nervi frenici.
Tra le applicazioni più interessanti che si possono congetturare per i nanorobot, vi è la costruzione di macchine estremamente complesse e multifunzionali, che potrebbero permettere la ricostruzione dei tessuti viventi mediante una semplice iniezione sottocutanea. Questi nanorobot, sufficientemente piccoli da entrare in una cellula vivente, potrebbero rimpiazzare o riparare gli organuli, modificare gli acidi nucleici — quindi il codice genetico — o effettuare altri compiti che richiederebbero altrimenti una microchirurgia invasiva.

#### Applicazioni in oncologia
Il cancro è una malattia genetica, ovvero viene scatenata da mutazioni genetiche di vario tipo che comportano poi una proliferazione incontrollata di cellule malate. La vastità di mutazioni che portano alla formazione di una tipologia di tumore rende questo tipo di malattia molto difficile da curare: quello che apparentemente può sembrare una tipologia di cancro “definita”, come per esempio un cancro al seno o uno ai polmoni, in realtà può essere scatenato da mutazioni genetiche differenti che diversificano anche l’aggressività del tumore stesso. La chemioterapia è il trattamento più largamente utilizzato per la cura dei tumori, ma è molto invasivo poiché blocca interamente lo sviluppo cellulare, quindi non solo quello delle cellule malate, ma anche quello delle cellule sane. È un trattamento che interessa tutto l’organismo, con effetti collaterali anche gravi. Ci sono però determinati carcinomi contro cui neanche la chemioterapia risulta efficace. 
Al fine di trovare cure meno aggressive e terapie più efficaci, la ricerca si è spostata in ambiti che riguardano la target therapy (o terapia mirata), in determinati casi con ottimi risultati. Questa terapia si basa sull’identificazione della massa cancerogena e sull’utilizzo di farmaci o di tecnologie specifiche che agiscano a livello mirato (in relazione alla mutazione genetica che ha generato il tumore); inoltre questo tipo di trattamento è in grado di evitare di intaccare i tessuti sani limitandosi a distruggere in maniera selettiva solo quelli cancerogeni. Per l’utilizzo della target therapy è necessario intervenire con tecnologie che abbiano le stesse dimensioni dei componenti biologici, ovvero dell’ordine di grandezza del nanometro.

##### Costituzione e funzionalità dei nanorobot in oncologia
I farmaci nanometrici sono generalmente costituiti da polimeri o da liposomi, quest’ultimi sono delle particelle costituite da due strati lipidici tra i quali è presente dell’acqua.
Sono molto utili in campo medico poiché non tossici, biocompatibili e caratterizzati da una struttura sia idrofoba (la parte costituita dai lipidi) che idrofila (lo strato intermedio costituito da acqua) che li rende in grado di trasportare una grande vastità di sostanze.
I primi nanorobot sperimentati erano costituiti da liposomi o da molecole organiche di vario tipo, di solito a base polimerica.
Più recentemente si è passati alla creazione di nanorobot assemblati con fogli di DNA.
I nanorobot vengono impiegati nell’ambito medico della teranostica (termine che unisce “terapia” e “diagnostica”).

#### Terapia
Solitamente, per quanto riguarda la terapia contro il cancro, i nanorobot vengono impiegati nell’ambito della drug delivery, ovvero vengono utilizzati come veicolo per il rilascio di sostanze (solitamente farmaci ed enzimi) all’interno del cancro.
I nanorobot esistenti sono di diversa natura e si spostano all’interno del corpo in modo differente, ma, per quanto riguarda la struttura e il funzionamento, sono tutti progettati allo stesso modo: gli studiosi hanno costruito un modello di base con un braccio e una mano su cui localizzare il principio attivo. Dalla struttura iniziale appena descritta, a seconda delle necessità, vengono create strutture più complesse in grado di adempiere ai compiti per cui i nanorobot sono stati progettati; per esempio si possono aggiungere più braccia nel caso in cui vi sia la necessità del rilascio contemporaneo di più molecole o altri aggiustamenti di questo genere a seconda dell’azione mirata di cui si ha necessità. 
La componente più importante tra tutte quelle che costituiscono il nanorobot è una coda, la quale è in grado di riconoscere quando il nanorobot è arrivato in loco, cioè all’interno del cancro. Questa non è altro che un aptamero (di solito un ligando che si lega a un recettore, il quale è comunemente una proteina o un enzima.)  La selettività di questo processo è molto importante: vengono creati degli aptamer in grado di legarsi solo a entità che si trovano sul cancro o in sua stretta prossimità (recettori e biomarcatori), in maniera che il rilascio del farmaco avvenga solo in quel momento e che i tessuti sani non subiscano degenerazione.
In certi casi viene utilizzata, al posto dell’aptamer, una sonda in grado di captare la concentrazione di ossigeno: il tumore, a causa della proliferazione e della crescita smisurata delle cellule, consuma moltissimo ossigeno quindi, laddove vi è una concentrazione inferiore di quest’ultimo, il nanorobot percepisce di essere nelle vicinanze del cancro e rilascia il principio attivo.

##### Nanorobot controllati attraverso un campo magnetico
Tra i primi nanorobot che sono stati progettati vi sono quelli guidati da un campo magnetico.
I più rilevanti tra questi sono quelli caratterizzati da una testa di materiale magnetico e una coda che ruotando aiuta la propulsione. Se sottoposta a un campo rotante, la testa ruota anch’essa dando un’ulteriore spinta al nanorobot e permette inoltre di controllarne il movimento all’interno del corpo.
Tra questi si contraddistinguono una tipologia che sfrutta l’utilizzo di una classe di batteri: i batteri magnetotattici, i quali si orientano usando il campo magnetico terrestre. Essi vengono agganciati alla testa del nanorobot e, dato che risentono della presenza di un campo, gli studiosi grazie al batterio, sono in grado attraverso un campo magnetico esterno di guidare il nanorobot. Su questi nanorobot viene comunemente utilizzata la sonda che risente del calo della concentrazione di ossigeno di cui si è parlato sopra. Tra i batteri sopra citati il più utilizzato in laboratorio è il magnetococcus marinus, che è un batterio marino abituato a vivere a elevate profondità e quindi si dirige spontaneamente verso le zone ipossiche. I batteri magnetotattici muoiono all’interno del corpo dopo circa 30 minuti.
In altri casi sono stati creati nanorobot di forma elicoidale utilizzando materiali magnetici, oppure si sono depositati quest’ultimi sopra i polimeri che costituivano il nanorobot, o ancora, in altri casi, sono stati inseriti materiali magnetici all’interno della struttura polimerica.

##### Nanorobot autonomi
Recentemente si è lavorato alla creazione di nanorobot autonomi creati assemblando mattoncini, o fogli di DNA. Questo tipo di tecnica prende anche il nome di Origami science, poiché l’assemblamento di questi fogli di DNA ricorda tale pratica. Sulla superficie di questi viene inserito, oltre all’aptamer, anche un enzima: la trombina, responsabile della coagulazione del sangue.
I nanorobot fatti di fogli di DNA sono i primi a essere autonomi. Essi vengono inseriti all’interno del flusso sanguigno e attraverso l’aptamer sono in grado di riconoscere quando si trovano all’interno della massa cancerogena. Dopo essere entrati nel tumore rilasciano trombina, la quale provoca un coagulo e blocca quindi l’afflusso di sangue che nutre il cancro, provocandone in seguito la necrosi. 

###### Nanorobot di DNA governati da campo elettrico
Il DNA è caratterizzato da molecole aventi carica negativa, e questo fa sì che nanorobot costituiti da fogli di DNA possano essere governati da un campo elettrico esterno. Solitamente si usa questo tipo di approccio quando si vuole che il nanorobot raggiunga molto velocemente il loco desiderato, o quando si vuole avere uno stretto controllo sul braccio portante il farmaco o l'enzima. 
Le cariche negative presenti sul DNA lo stanno rendendo utilizzabile anche in applicazioni elettroniche.

#### Diagnostica
Per quanto riguarda la diagnostica vengono solitamente inseriti dei quantum dots all’interno della struttura del nanorobot. Quando esso raggiunge le cellule cancerogene si attacca a queste mediante il ligando. Successivamente l’essere vivente viene irradiato da luce ultravioletta che sollecita i quantum dots ad emettere una luce fosforescente che permette di identificare e di valutare le dimensioni del tumore. L’utilizzo di nanorobot nell’ambito della diagnostica tuttavia, non è molto utilizzato e il principale impiego dei quantum dots nei nanorobot avviene in esperimenti di laboratorio che permettono di verificare l’efficacia dei prototipi nel riconoscere il recettore: una volta che l’aptamer si è agganciato, si illumina la massa cancerogena per verificare se effettivamente il nanorobot si è legato selettivamente al recettore desiderato. 

#### Altre possibili applicazioni mediche
- Diagnosi precoce del cancro e somministrazione di farmaci mirata sul bersaglio[7][8][9]
- Strumentazione biomedica[10]
- Chirurgia[11][12]
- Farmacocinetica[13]
- Monitoraggio del diabete[14][15][16]
- Assistenza sanitaria[17][18][19][20][21]